# Cyrtophora jabalpurensis
Cyrtophora jabalpurensis là một loài nhện trong họ Araneidae.
Loài này thuộc chi Cyrtophora. Cyrtophora jabalpurensis được Pawan U. Gajbe & Pawan U. Gajbe miêu tả năm 1999.